# Tito de Creta
Tito (fallecido hacia el año 69) es un personaje bíblico, destinatario de la Epístola a Tito de Pablo de Tarso (hoy considerada apócrifa por los especialistas) y mencionado en otras de sus cartas. De origen griego, probablemente fue convertido al cristianismo por el propio Pablo, quien se dirigió a él con el apelativo de verdadero hijo en la fe común (Tt 1, 4).
Pese a que no se menciona a Tito en los Hechos de los Apóstoles, de las epístolas de Pablo se puede deducir que Tito tuvo una relación estrecha con el apóstol y que le acompañó en sus viajes. En torno al año 50, Tito acompañó a Bernabé y a Pablo al Concilio de Jerusalén, donde se discutió sobre la libertad de adhesión a la ley hebrea para los nuevos conversos de origen pagano (Gal 2, 9).
Por la Epístola a Tito se conoce que Tito había sido puesto al frente de la iglesia de Creta; posteriormente se encargó de la de Nicópolis en el Epiro.
Según la tradición, murió siendo obispo de Gortina, en Creta. En dicha ciudad se conservan las ruinas de una basílica dedicada a él. En la capital de la isla, Heraclión, tiene una iglesia bajo su advocación, en la que se conservan sus reliquias desde 1966 (anteriormente estuvieron en Venecia, donde se trasladaron durante el dominio turco de la isla de Creta).

## Tito/Timoteo

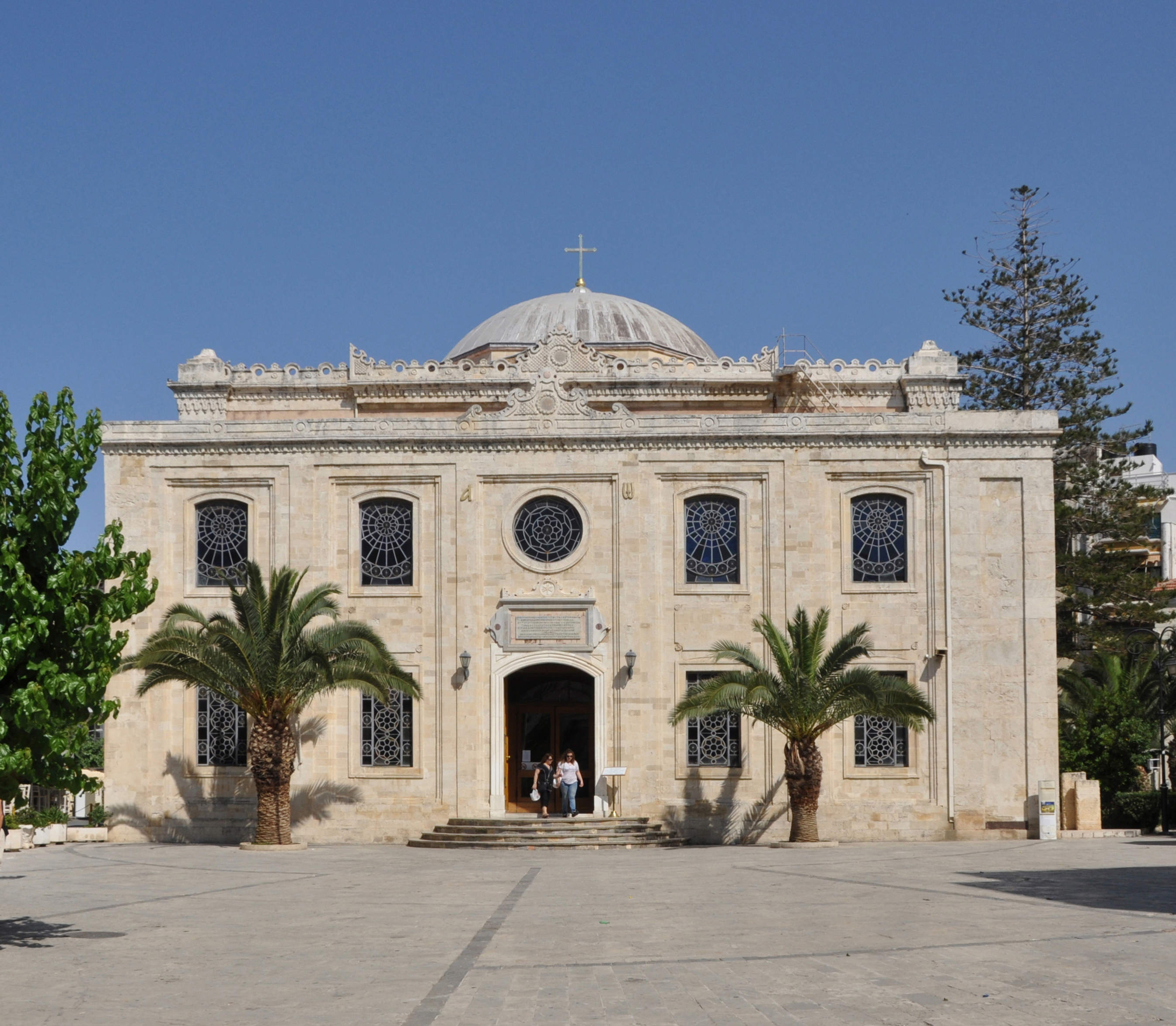
Iglesia de San Tito en Heraclión, donde se conservan sus reliquias.

Richard G. Fellows sostiene que el Tito mencionado en la Segunda epístola a los corintios y en la epístola a los gálatas en realidad es Timoteo, tratado con un nombre informal. Según su teoría, el personaje aludido en 1 Corintios 4, 17, 1 Corintios 16, 10; 2 Corintios 2, 13; 2 Corintios 7, 6; 2 Corintios 13; 2 Corintios 14; 2 Corintios 12, 18 y Hechos 19, 22 se refieren a un mismo viaje con un único Tito/Timoteo.
Sin embargo, la gran mayoría de los especialistas paulinos desestiman esta hipótesis al considerar a Timoteo y Tito como dos personas distintas, en consonancia con el pasaje la Segunda epístola a Timoteo que, teniendo a Timoteo por destinatario, menciona que Tito se ha marchado a Dalmacia (2Timoteo 4, 9-10).

## Festividad

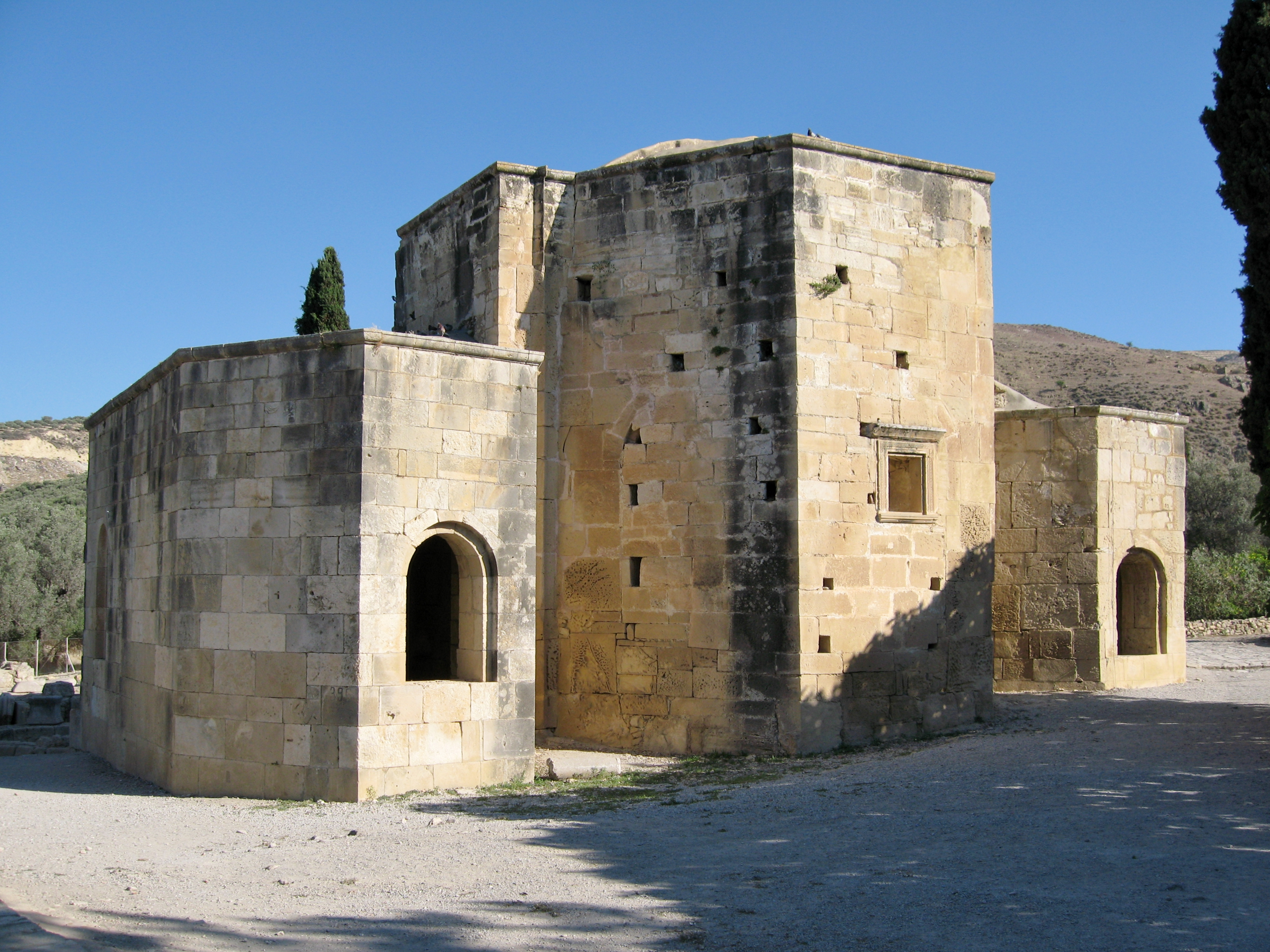
Basílica de San Tito en Gortina.

La Iglesia ortodoxa celebran su festividad el 25 de agosto. La Iglesia católica tradicionalmente lo hacía el 4 de enero, hasta que el papa Pío IX la trasladó al 6 de febrero. En 1969, con la reforma del calendario de los santos de Pablo VI, san Tito pasó a celebrarse el 26 de enero, el mismo día que otro discípulo de Pablo, Timoteo.